# Вынужденное рассеяние Мандельштама-Бриллюэна
Вынужденное рассеяние Мандельштама-Бриллюэна (ВРМБ) – это процесс неупругого рассеяния света на акустических фононах, генерируемых за счет взаимодействия падающей и стоксовой волн, при этом рассеянное излучение играет активную роль и лавинообразно нарастает. В системах оптической связи ВРМБ может быть вредным эффектом. В то же время оно может использоваться в ВРМБ-лазерах и усилителях. Вынужденное рассеяние Мандельштама-Бриллюэна было открыто в 1964 г. Чиао, Стойчевым и Таунсом.

## Спонтанное рассеяние Мандельштама-Бриллюэна
Под спонтанным рассеянием Мандельштама-Бриллюэна (СРМБ) следует понимать рассеяние света на флуктуациях диэлектрической проницаемости, вызванных, в свою очередь, флуктуациями давления (волнами гиперзвука) с частотами 109-1011 Гц. Рассеяние при этом носит «модуляционный» характер, а обратное воздействие света на звуковые волны пренебрежимо мало. Явление СРМБ реализуется для слабых световых волн.
Основным отличием ВРМБ от СРМБ является обратное влияние световых волн на флуктуации давления (плотности); результатом такого влияния является когерентное нарастание амплитуды волны гиперзвука. ВРМБ реализуется в сильных световых полях лазеров и, в отличие от СРМБ, носит пороговый характер.
Механизм обратного влияния света на звук связан с явлением электрострикции, т.е. с изменением объема (деформацией) тела под действием электрического поля. При электрострикции деформация пропорциональна квадрату электрического поля, в отличие от так называемого обратного пьезоэффекта, линейного по полю.

## ВРМБ-усиление

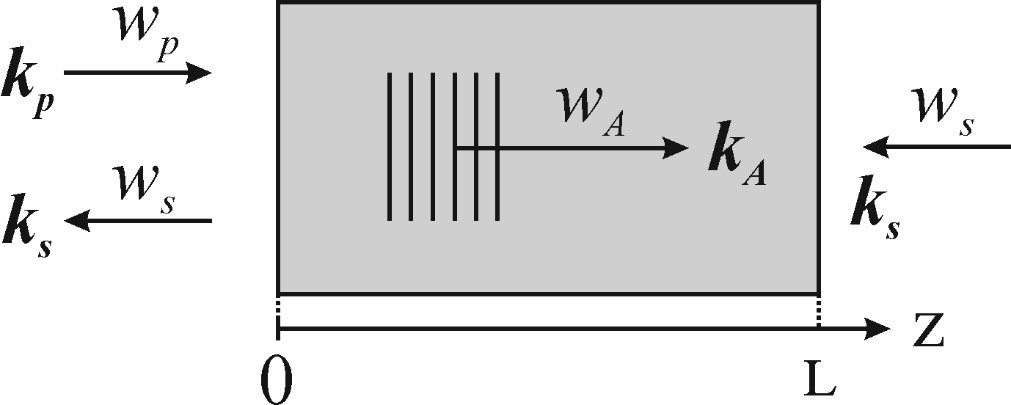
Рисунок 1 – ВРМБ - усилитель

Процесс ВРМБ можно описать классически как параметрическое взаимодействие между волнами накачки, стоксовой и акустической. Благодаря электрострикции взаимодействие накачки и сигнала генерирует акустическую волну, приводящую к периодической модуляции показателя преломления. Индуцированная решетка показателя преломления рассеивает излучение накачки в результате брэгговской дифракции. Поскольку решетка движется со звуковой скоростью {\displaystyle v_{A}}, частота рассеянного излучения испытывает доплеровский сдвиг в длинноволновую область. В квантовой механике такое рассеяние описывается как уничтожение фотона накачки и одновременное появление стоксова фотона и акустического фонона. Из законов сохранения энергии и импульса при рассеянии вытекают соотношения для частот и волновых векторов трех волн:
{\displaystyle \omega _{A}=\omega _{p}-\omega _{s}}
{\displaystyle {\vec {k}}_{A}={\vec {k}}_{p}-{\vec {k}}_{s}\quad (1)}
где {\displaystyle \omega _{p}}и {\displaystyle \omega _{s}}- частоты и {\displaystyle {\vec {k}}_{p}}и {\displaystyle {\vec {k}}_{s}}- волновые векторы накачки и стоксовой волны соответственно.
Частота  {\displaystyle \omega _{A}}и волновой вектор {\displaystyle {\vec {k}}_{A}}акустической волны удовлетворяют дисперсионному уравнению:
{\displaystyle \omega _{A}=|{\vec {k}}_{A}|v_{A}=2v_{A}|{\vec {k}}_{p}|\sin({\frac {\theta }{2}})\quad (2)}
где {\displaystyle \theta }- угол между направлениями распространения волн накачки и стоксовой, а в векторном уравнении (1) было сделано приближение {\displaystyle |{\vec {k}}_{p}|=|{\vec {k}}_{s}|}. Уравнение (2) показывает, что смещение частоты стоксовой волны зависит от угла рассеяния. В частности, оно максимально для обратного направления ({\displaystyle \theta =\pi }) и исчезает для направления, совпадающего с вектором накачки ({\displaystyle \theta =0}). Для обратного направления смещение частоты дается выражением:
{\displaystyle v_{B}={\frac {\omega _{A}}{2\pi }}={\frac {2nv_{A}}{\lambda _{p}}}}
где использовалось (2) с подстановкой {\displaystyle |{\vec {k}}_{p}|={\frac {2\pi n}{\lambda _{p}}}}, {\displaystyle n}- показатель преломления и {\displaystyle \lambda _{p}}- длина волны накачки.
Рост интенсивности стоксовой волны характеризуется коэффициентом усиления при ВРМБ {\displaystyle g_{B}(\nu )}, максимальным при {\displaystyle \nu =\nu _{B}}. Ширина спектра связана с временем затухания акустической волны или временем жизни фотона {\displaystyle T_{B}}.Действительно, если принять затухание акустической волны экспоненциальным {\displaystyle \exp(-t/T_{B})}, то спектр ВРМБ-усиления будет иметь лоренцеву форму:
{\displaystyle g_{B}(\nu )={\frac {({\frac {\Delta \nu _{B}}{2}})^{2}}{(\nu -\nu _{B})^{2}+({\frac {\Delta \nu _{B}}{2}})^{2}}}\cdot g_{B}(\nu _{B})}
где  {\displaystyle \Delta \nu _{B}}– ширина спектра на полувысоте, связанная с временем жизни фотона {\displaystyle \Delta \nu _{B}={\frac {1}{\pi T_{B}}}}.
Максимальный коэффициент ВРМБ-усиления при {\displaystyle \nu =\nu _{B}}дается выражением:
{\displaystyle g_{B}(\nu _{B})=\left({\frac {2\pi n^{7}p_{12}^{2}}{c\lambda _{p}^{2}\rho _{0}v_{A}\Delta \nu _{B}}}\right)}
где {\displaystyle p_{12}}– продольный акустооптический коэффициент,  {\displaystyle \rho _{0}}– плотность материала и {\displaystyle \lambda _{p}}– длина волны накачки.
В случае непрерывного излучения взаимодействие между волной накачки и стоксовой волной подчиняется системе двух связанных уравнений:
{\displaystyle {dI_{s} \over dz}=-g_{B}I_{p}I_{s}\quad (3)}
{\displaystyle {dI_{p} \over dz}=-g_{B}I_{p}I_{s}\quad (4)}
При постоянной интенсивности накачки ({\displaystyle I_{p}=cost}) уравнение (4) имеет решение:
{\displaystyle I_{s}(0)=I_{s}(L)\exp(g_{B}I_{p}(L-z))}
то есть стоксова волна экспоненциально усиливается.
Рассмотрим теперь усиление стоксовой волны при ВРМБ с учетом истощения накачки. Из уравнений (3) и (4) следует, что {\displaystyle {dI_{p} \over dz}={dI_{s} \over dz}} (закон сохранения энергии, поскольку пренебрегаем поглощением в среде). Следовательно,
{\displaystyle I_{p}(z)=I_{s}(z)+C}

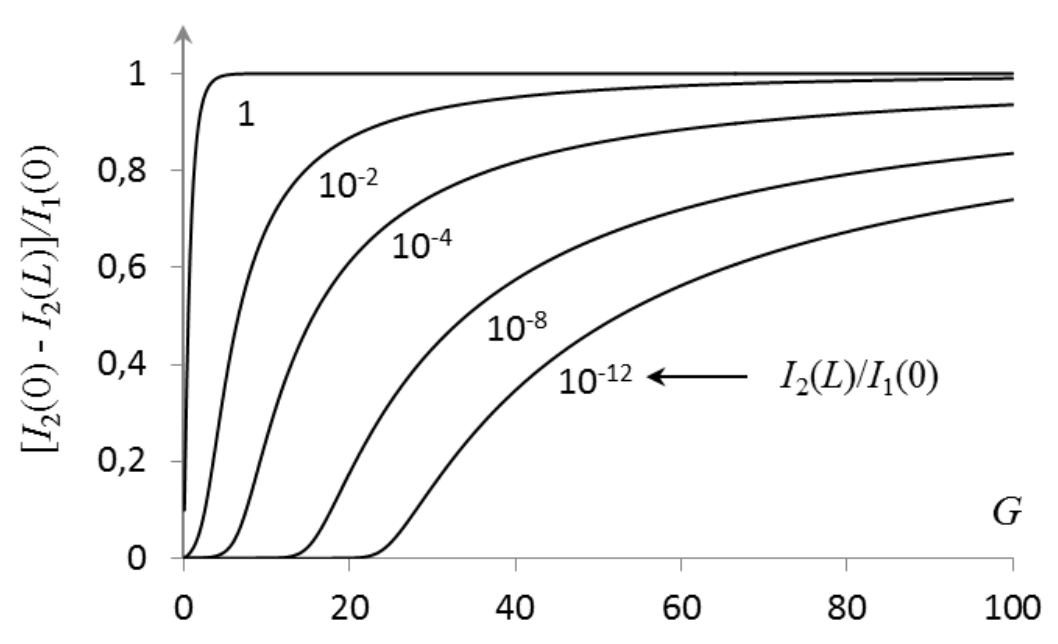
Рисунок 2 – Зависимость выходной интенсивности стоксовой волны при ВРМБ от коэффициента усиления G = gI_{p}(0)L при различных значениях входного сигнала

Окончательное уравнение после математических преобразований для {\displaystyle I_{s}} записывается в виде:
{\displaystyle I_{s}(z)={\frac {I_{s}(0)[I_{p}(0)-I_{s}(0)]}{I_{p}(0)\exp(g_{B}z[I_{p}(0)-I_{s}(0)])-I_{s}(0)}}\quad (5)}
Зная интенсивность рассеянного излучения {\displaystyle I_{s}(z)}, интенсивность накачки можно найти из соотношения {\displaystyle I_{p}(z)=I_{s}(z)+I_{p}(0)-I_{s}(0)}. Обычно известны граничные значения {\displaystyle I_{p}(0)} и {\displaystyle I_{s}(L)}, а требуется найти {\displaystyle I_{s}(0)}, поэтому следует решать уравнение (5) как неявное относительно {\displaystyle I_{s}(0)}. На рисунке 2 показаны решения при различных значениях входного сигнала. Видно, что даже если входная интенсивность усиливаемой стоксовой волны на правой границе среды ничтожно мала по сравнению с интенсивностью накачки, при достаточно большом коэффициенте усиления возможно практически полное перераспределение энергии от накачки в стоксово излучение.

## ВРМБ-генерация

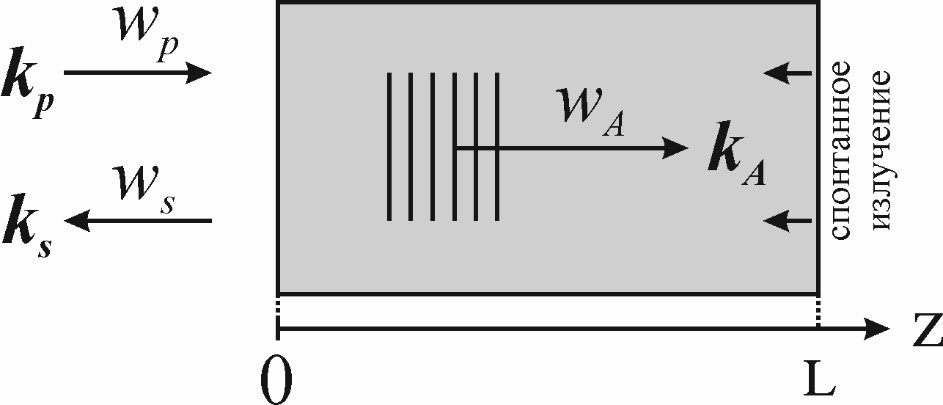
Рисунок 3 – ВРМБ - генератор

Рассмотрим теперь ситуацию, когда стоксова волна не подается в нелинейную среду извне, а возникает из спонтанного рассеяния самой волны накачки, дошедшей до границы среды {\displaystyle z=L}, как на рисунке 3. Из всего спектра спонтанного излучения усиливается стоксова частота, соответствующая максимальному ВРМБ-усилению. Такая система представляет собой уже не усилитель, а ВРМБ-генератор.
Интенсивность спонтанного рассеяния составляет (по порядку величины) 10−11…10−13 от интенсивности накачки, то есть, {\displaystyle I_{s}(L)=(10^{-11}-10^{-13})\cdot I_{p}(L)}. Следовательно, для того, чтобы усиленный ВРМБ-сигнал при {\displaystyle z=0} составлял заметную долю от накачки, требуется усиление {\displaystyle G=gI_{p}(0)L} такое, чтобы {\displaystyle e^{G}=10^{11}...10^{13}}, то есть пороговое усиление должно быть {\displaystyle G_{th}\approx 25...30}.
ВРМБ-генератор – это своего рода «нелинейное зеркало», то есть, можно ввести величину – коэффициент отражения – равную отношению выходной интенсивности {\displaystyle I_{s}(0)}стоксовой волны к падающей интенсивности {\displaystyle I_{p}(0)}накачки:
{\displaystyle R={\frac {I_{s}(0)}{I_{p}(0)}}}

Тогда из уравнения (5) после несложных преобразований получим неявное уравнение для коэффициента отражения {\displaystyle R}в зависимости от коэффициента усиления  {\displaystyle G}и порогового коэффициента усиления {\displaystyle G_{th}}:

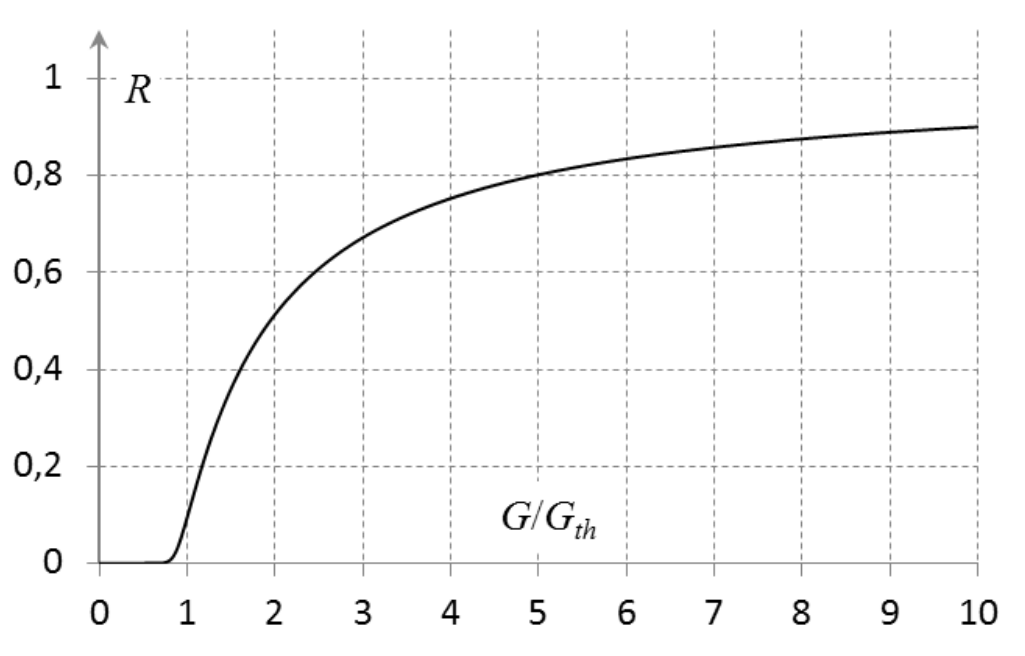
Рисунок 4 – Зависимость коэффициента отражения ВРМБ-генератора от коэффициента усиления G = gI_{p}(0)L (при G_{th} = 25)

{\displaystyle G(1-R)-G_{th}-\ln(R)=0}
Решение {\displaystyle R(G)} этого уравнения (при {\displaystyle G_{th}=25}) показано на рисунке 4.
Для того, чтобы повысить выходную мощность ВРМБ-генератора, следует увеличить интенсивность накачки (например, сфокусировав лазерный пучок в ВРМБ - активное вещество) или увеличить длину взаимодействия (направив, например, излучение накачки в оптический волновод).
Оценим минимальную мощность {\displaystyle P_{th}} лазера, необходимую для возбуждения ВРМБ при фокусировке пучка. Пусть гауссов пучок мощностью {\displaystyle P} фокусируется в ВРМБ-среде, и имеет размер в перетяжке {\displaystyle \omega _{0}}. Характерная интенсивность на оси в перетяжке равна {\displaystyle I={\frac {P}{\pi {\omega _{0}}^{2}}}}, а длина перетяжки – {\displaystyle L=2\pi {\omega _{0}}^{2}}. Коэффициент усиления {\displaystyle G=gIL={\frac {2gP}{\lambda }}}, то есть
{\displaystyle P_{th}={\frac {\lambda G_{th}}{2g}}}

## Характерные особенности ВРМБ
Для процесса ВРМБ характерна избирательность:
- по частоте излучения (усиливаются только частоты, попадающие в спектральный диапазон {\displaystyle (\omega _{0}-\omega _{A})\pm \delta \omega });

- по направлению рассеяния (оно происходит, главным образом, в обратном направлении);

- по поляризации (потому что интерференционная световая волна, раскачивающая акустические колебания, может возникнуть только если излучения накачки и рассеянной волны имеют одинаковую поляризацию);

- по длительности импульса.

## ВРМБ в лазерной технике
1. Часто вынужденное рассеяние бывает нежелательным явлением, которое приводит к нелинейным потерям излучения и ограничивает эффективность мощных лазеров. ВРМБ может проявляться, например, в мощных импульсных лазерных установках, в волоконных лазерах, в волоконно-оптических системах связи. Традиционный метод борьбы с ВРМБ заключается в уширении спектра лазерного излучения.
2. На основе вынужденного рассеяния Мандельштама-Бриллюэна действует один из способов обращения волнового фронта[3].
3. Компрессия импульсов. Стоксово излучение, возбуждаемое ВРМБ в обратном направлении, может быть значительно короче по длительности, чем возбуждающее излучение[5].
4. Вынужденное рассеяние, как и любой процесс вынужденного излучения, можно использовать для когерентного усиления света, или лазерной генерации, если соответствующий усилитель поместить в резонатор. В волоконно-оптической технике получили распространение ВРМБ-лазеры и усилители. Так, ВРМБ-усилитель можно использовать для узкополосного селективного усиления спектральных компонент сигнала в оптоволоконных линиях связи со спектральным уплотнением каналов. Если разность частот соседних каналов больше, а скорость передачи меньше, чем ширина полосы усиления {\displaystyle \Delta \nu _{B}}, то, перестраивая лазер накачки, можно избирательно усиливать данный канал.
5. Еще одно возможное применение ВРМБ – волоконные датчики. Сдвиг частоты зависит от показателя преломления, который зависит от условий среды, таких как температура или натяжение волокна. Отслеживая изменения бриллюэновского смещения по частоте вдоль волокна, можно контролировать распределение температуры или натяжения на достаточно большом расстоянии, на котором отношение сигнала ВРМБ к шуму достаточно велико. Был создан волоконный датчик, позволяющий регистрировать изменения температуры с точностью 1°С и с пространственным разрешением 5 м на длине волокна 32 м[1].

## Примечание
1. 1 2 3 4  Агравал Г. Нелинейная волоконная оптика. — М.: Мир, 1996.
2. ↑  Chiao R.Y., Stoicheff B. P., Townes C. H. Stimulated Brillouin scattering and coherent generation of intense hypersonic waves // Physical Review Letters : 12. — 1964.
3. 1 2  Дмитриев В.Г. Нелинейная оптика и обращение волнового фронта. — М.: Физматлит, 2003.
4. ↑  Ландау Л.Д., Лифшиц Е.М. Электродинамика сплошных сред. — М.: Наука, 1992.
5. 1 2  Robert W. Boyd. Nonlinear Optics, Second Edition.. — The Institute of Optics University of Rochester. New York USA: Academic Press, 2003.